# Nĩa

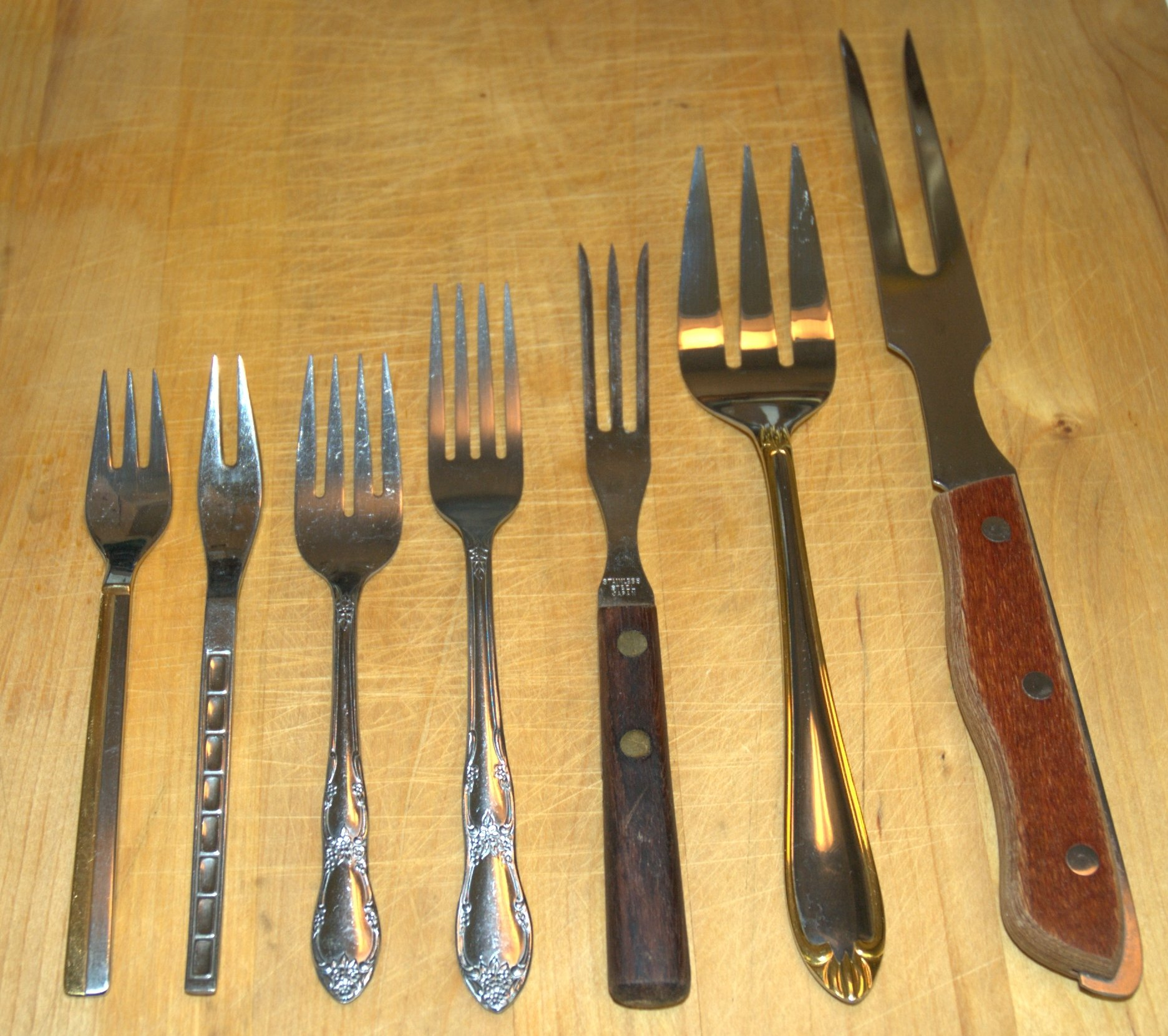
Các loại nĩa khác nhau. Từ trái sang phải: dĩa tráng miệng, dĩa gia vị, dĩa salad, dĩa ăn tối, dĩa đồ lạnh, dĩa phục vụ, dĩa cắt thịt.

Nĩa, hay xiên là một dụng cụ ăn uống nhưng cũng có thể là một vũ khí khi ở kích thước lớn (còn gọi là đinh ba). Nĩa thường được làm bằng thép không gỉ, bạc, nhựa hoặc gỗ. Cùng với dao và thìa, nĩa là một phần không thể thiếu trên bàn ăn.
Nĩa có nguồn gốc từ phương Tây, được sử dụng rộng rãi từ thời Trung Cổ. Nĩa du nhập vào Việt Nam theo chân người Pháp (nên cũng có khi được gọi là phuốc sét - fourchette) tuy nhiên do những khác biệt về lối sống và văn hóa ẩm thực của người dân Việt Nam, nên thói quen dùng nĩa vẫn chưa thực sự phổ biến rộng rãi, chỉ được sử dụng chủ yếu trong những món ăn mang phong cách phương Tây hoặc những món đặc biệt như cơm tấm.
Nĩa thường được cầm ở tay trái trong khi dao được cầm ở tay phải. Khi không có dao, nĩa thường được chuyển sang tay phải để lấy thức ăn.

## Lịch sử

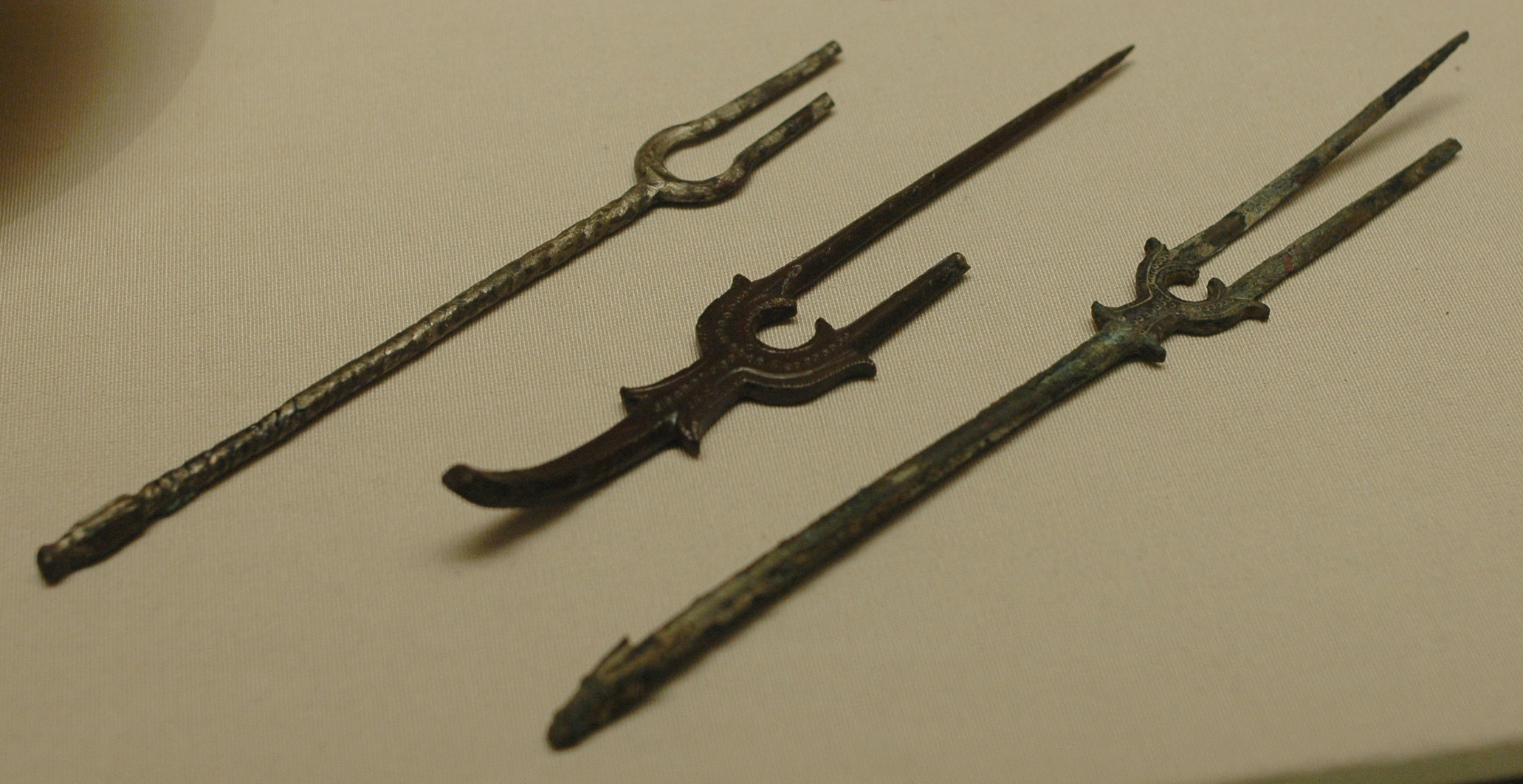
Nĩa đồng làm tại Ba Tư trong khoảng thế kỷ thứ 8 hay 9

Nĩa bằng xương đã được tìm thấy trong những khu khảo cổ của Văn hóa Tề Gia (2400–1900 TCN), triều đại nhà Thương (c. 1600–c. 1050 TCN), cũng như một số triều đại Trung Hoa sau này. Một hòn đá từ một ngôi mộ Đông Hán tại Tuy Đức, Du Lâm, tỉnh Thiểm Tây, vẽ ba cái nĩa hai cạnh trong một bữa ăn. Những cái nĩa tương tự cũng xuất hiện trên bếp trong những ngôi mộ Đông Hán khác.
Ở Ai Cập cổ đại, những cái nĩa lớn được dùng làm vật dụng nấu ăn.
Trong Đế quốc La Mã, nĩa làm bằng đồng và bạc được sử dụng, nhiều hiện vật được phát hiện nay được trưng bày ở những bảo tàng khắp châu Âu. Mục đích sử dụng tùy thuộc vào phong tục địa phương, giai cấp xã hội và loại thức ăn, nhưng trong giai đoạn đầu nĩa chủ yếu được dùng để nấu ăn và ăn uống.
Mặc dù nguồn gốc của nó có thể xuất phát từ Hy Lạp cổ đại, nĩa ăn cá nhân nhiều khả năng xuất hiện ở đế quốc Byzantine, nơi chúng được dùng rộng rãi vào thế kỷ thứ 4 sau công nguyên. Ghi chép cho thấy đến thế kỷ thứ 9 một số quý tộc của Ba Tư dùng một vật dụng tương tự gọi là barjyn. Đến thế kỷ thứ 10, nĩa ăn đã xuất hiện phổ biến khắp vùng Trung Đông.
Đến thế kỷ thứ 11, nĩa ngày càng phổ biến ở bán đảo Ý trước những vùng châu Âu khác do mối liên hệ lâu dài với Byzantium. Ngoài ra, pasta trở thành một phần của thực đơn nước Ý, khiến nĩa ngày càng thông dụng, thay thế những cái xiên gỗ trước đó nhờ vào khả năng gắp sợi mì tốt hơn. Đến thế kỷ 14, nĩa ăn đã xuất hiện khắp nước Ý, và đến thế kỷ 17 đã đến với toàn bộ tầng lớp thượng lưu. Theo thông lệ, một người khách thường phải mang nĩa và thìa của mình trong một chiếc hộp gọi là cadena; phong tục này được đem đến nước Pháp bởi Caterina de' Medici.
Ở Bồ Đào Nha, tuy nĩa lần đầu được sử dụng vào khoảng năm 1450 bởi Beatrice, Nữ công tước của Viseu, mẹ của Vua Manuel I, phải đến thế kỷ 16 thì nó mới được sử dụng rộng rãi ở Nam Âu, lan ra đến Tây Ban Nha, rồi đến Pháp và phần còn lại của châu Âu trong thế kỷ 18.
Tại Bắc Mỹ, nĩa không thật sự phổ biến cho đến thời kỳ trước Cách mạng Mỹ. Thiết kế bốn cạnh bắt đầu xuất hiện từ đầu thế kỷ 19 và trở nên thông dụng.